# Granja (kommun)
Granja är en kommun i Brasilien.   Den ligger i delstaten Ceará, i den östra delen av landet, 1 600 km nordost om huvudstaden Brasília. Antalet invånare är 52 670.
Följande samhällen finns i Granja:
- Granja

Omgivningarna runt Granja är huvudsakligen savann. Runt Granja är det glesbefolkat, med 12 invånare per kvadratkilometer.